# Amorpha laevigata
Amorpha laevigata är en ärtväxtart som beskrevs av John Torrey och Asa Gray. Amorpha laevigata ingår i släktet segelbuskar, och familjen ärtväxter. Inga underarter finns listade i Catalogue of Life.